# Лчашен
Лчашен (арм. Լճաշեն) — село в Армении, в 3 км к юго-западу от города Севан.

## История

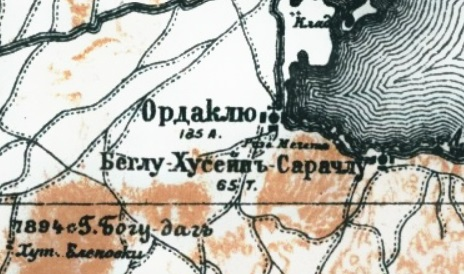
Ордаклю на Военно-топографической пятивёрстной карте Кавказского края

Прежнее название села — Ордаклю (Ордаклу).
26 апреля 1946 года село Ордаклу Севанского района Армянской ССР было переименовано в Лчашен.

## Древнее городище
Рядом с селом, на берегу озера Севан, расположен комплекс археологических памятников, созданных начиная с до-урартского периода (Центральнозакавказская археологическая культура III тысячелетия до н. э.) до средневековья. Комплекс состоит из циклопической крепости (до VII века н. э., затем IX—XIII века), поселений, могильников, множества курганов, кромлехов, грунтовых погребений и каменных ящиков. До 1956 года комплекс находился под водой озера Севан, оказался на суше в результате обмеления озера.
С 1956 года на обнажившейся части побережья озера археологическая экспедиция под руководством армянского археолога А. О. Мнацаканяна исследовала ряд объектов. Установлено, что циклопическая крепость существовала с начала 3-го тысячелетия до н. э. до 7 века до н. э. и в 9—13 веках. Древнее городище Лчашен имело систему прямых улиц, по обеим сторонам которых находились жилища с круглыми и четырехугольными основами. Поселения содержит культурные слои от 3-го тысячелетия до н. э. до средневековья. Среди раскопанных погребений имеются захоронения 3-го тысячелетия до н. э. Открыты также комплексы эпохи средней бронзы. Большинство артефактов относится к развитой бронзе. В курганах обнаружены 4-х и 2-х колёсные деревянные повозки и боевые колесницы. Среди находок особое место занимает клинопись урартского царя Аргишти I, в которой упоминается о взятии им города Иштикуни. Есть гипотеза, что Иштикуни (расположенный в земле Этиуни) и нынешний Лчашен — одно и то же место.
Здесь были обнаружены изделия из бронзы: модели колесниц, удила, фигурки животных и птиц, оружие (мечи с ножнами, боевые топоры), домашняя утварь (зеркала, медный котёл, изделия из дерева (ложки, миски, столики и др.), украшения из золотa, фигурка лягушки, серебряные чаши. Данные артефакты свидетельствуют о высоком уровне развития оседлых земледельческо-скотоводческих племён Севанского бассейна ещё в до-урартское время. Большинство артефактов Лчашена в настоящее время хранятся в Государственном Эрмитаже в Санкт-Петербурге и Историческом музее Армении в Ереване.

## Транспорт
Лчашен находится на 2-м километре автодороги от шоссе Ереван — Севан.